# Jan Ryś (fotograf)

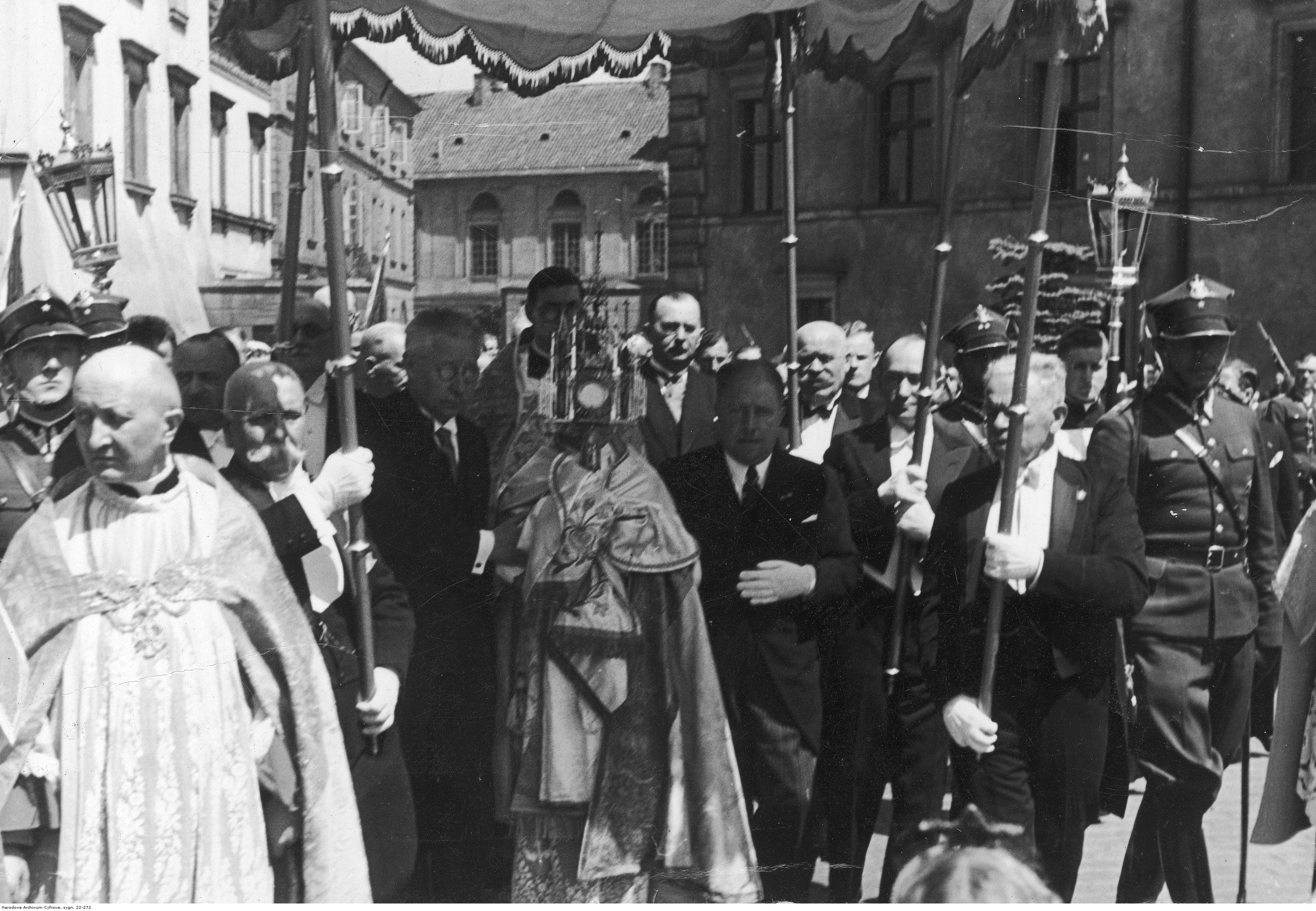
Procesja Bożego Ciała w Warszawie. Między 1936–1939. Fot. Jan Ryś

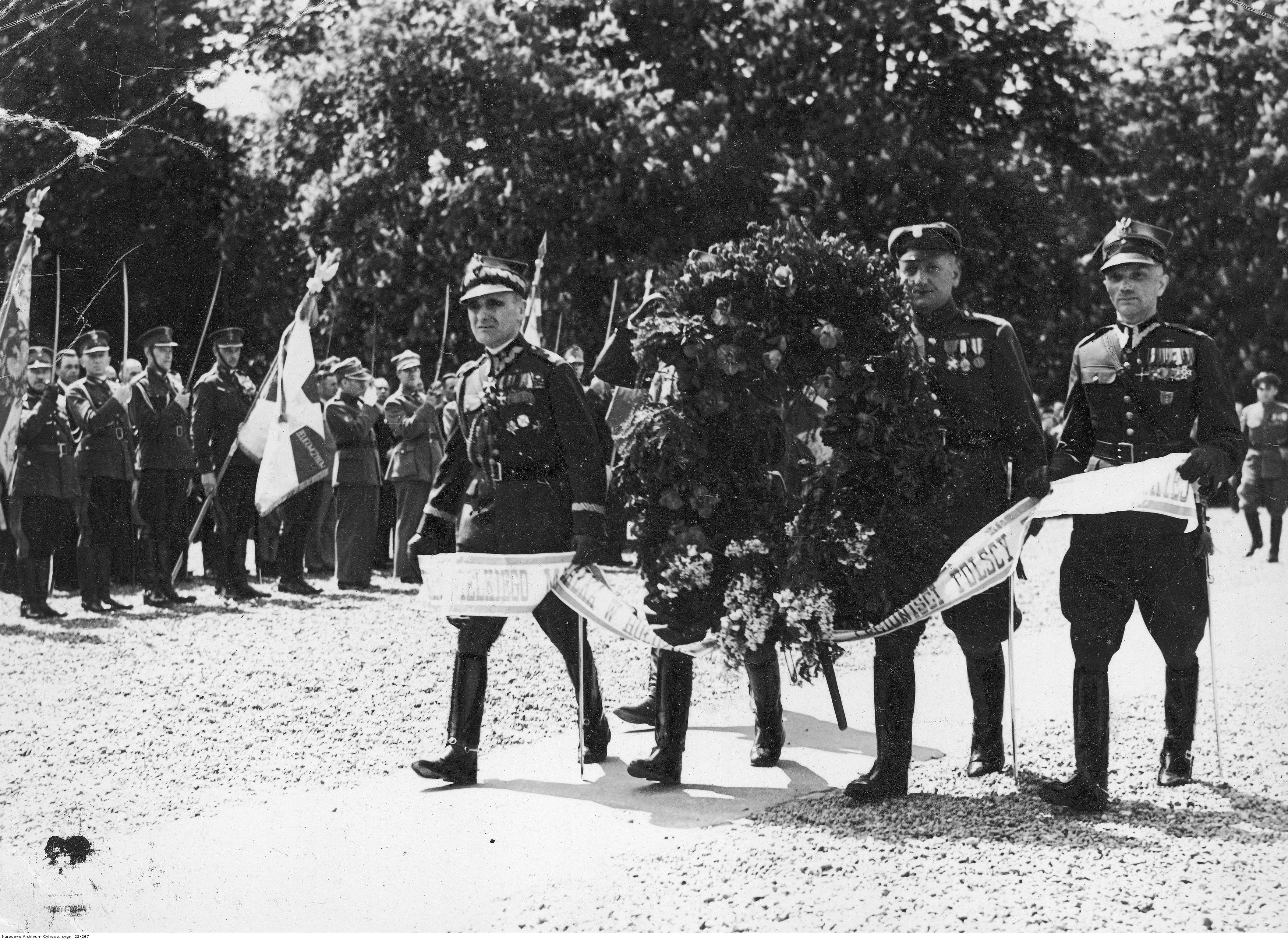
Generał Sergiusz Zahorski (na lewo od wieńca) wraz z byłymi żołnierzami Legionu Puławskiego składają wieniec w Belwederze. 20 maja 1939. Fot. Jan Ryś

Jan Kajetan Ryś (ur. 7 sierpnia 1887 w Warszawie, zm. 18 czerwca 1941 tamże) – polski fotograf, fotoreporter. Członek Polskiego Towarzystwa Miłośników Fotografii.

## Życiorys
Jan Kajetan Ryś był synem Jana (1854-1923), stolarza urodzonego w Limanowej (wówczas Galicja) i Karoliny Rozalii Herrmann (1864-1926), mieszkańców kamienicy przy ul. Fabrycznej 2 w Warszawie. Z wykształcenia mechanik i pracownik fabryki K. Rudzki i S-ka. 6 lipca 1908 poślubił Wiktorię Gajdzicar retuszerkę, mieszkająca w kamienicy przy ulicy Okopowej 4. Około 1909 roku, po przeniesieniu fabryki, przeprowadzili się do Mińska Mazowieckiego (Nowo-Mińsk).
Tam otworzyli i prowadzili pierwszy zakład fotograficzny w tym mieście przy ulicy Przejazd (obecnie Zygmunta Kazikowskiego). Po wybuchu I wojny światowej Ryś został internowany w Rosji jako obywatel Austro-Węgier. Po powrocie do kraju brał udział w wojnie polsko-bolszewickiej wykonując fotograficzną dokumentację lotniczą dla III Armii. Zakład fotograficzny w Mińsku zmienił w tym czasie nazwę z "W. i J. Ryś" na "Foto Studio".
W młodości Ryś był zapalonym cyklistą – zdobył Mistrzostwo Mińska Mazowieckiego w sezonie 1910-11 na rowerze marki Hercules. Od 1921 roku był nauczycielem w męskim gimnazjum Polskiej Macierzy Szkolnej w Mińsku Mazowieckim. Od 1923 prowadził zajęcia na Państwowych Wyższych Kursach Wychowania Fizycznego. Interesował się także fotografią sportową. W roku 1927 po śmierci żony na stałe przeniósł się do Warszawy, gdzie zamieszkał przy ulicy Nowogrodzkiej 6. Od roku 1930 był fotoreporterem Polskiej Agencji Telegraficznej, jako fotoreporter prasowy, współpracował z takimi wydawnictwami jak Kurier Warszawski, Świat, Tygodnik Ilustrowany. Fotografował najważniejsze warszawskie oraz krajowe wydarzenia, portretując ważne osobistości ze świata polityki. Miejsce szczególne w jego twórczości zajmowała fotografia lotnicza oraz fotografia sportowa. W połowie lat 30 otworzył zakład fotograficzny przy ulicy Nowowiejskiej 24 (przy placu Zbawiciela).
Jan Ryś aktywnie uczestniczył w pracach Polskiego Towarzystwa Miłośników Fotografii. Był autorem i współautorem wielu wystaw fotograficznych; indywidualnych oraz zbiorowych także tych organizowanych przez PTMF.  W latach 1927–1932 na zlecenie Muzeum Narodowego w Warszawie dokumentował postępy prac w budowie nowej siedziby tej instytucji w Alejach Jerozolimskich. W latach 1925–1930 wykonywał fotografie o tematyce teatralnej publikowane na łamach „Tygodnika Ilustrowanego” – m.in. kilka zdjęć z przedstawień Balladyny (1926, nr 7, s. 123), Orłowa (1925, nr 40, s. 809), portretów Marii Malickiej (1925, nr 23, s. 465), Stanisławy Wysockiej (1926, nr 7, s. 123) oraz Aleksandra Zelwerowicza (1925, nr 20, s. 400), zdjęć okolicznościowych z pogrzebu Włodzimierza Perzyńskiego (1930, nr 44, s. 917), loterii Związku Artystów Scen Polskich (1926, nr 15, s. 258), fotografii budynków teatralnych – Teatru Wielkiego we Lwowie (1925, nr 49, s. 979), Teatru Wielkiego w Warszawie (1930, nr 36, s. 739). 
Sprawozdanie Komitetu Towarzystwa Zachęty Sztuk Pięknych w Warszawie za rok 1931 wymienia 4 prace fotografa, które były pokazywane na wystawie: Wiosenny połów, Na pełnym morzu, Na taśmie i Wiosenne roztopy. Ulubioną tematyką jego prac artystycznych była konfrontacja człowieka z siłami natury. Na I Polskiej Wystawie Fotografii Ojczystej w 1938 roku za fotografię Powodzianie otrzymał dyplom honorowy. W roku 1935 był oficjalnym fotoreporterem jubileuszowego zlotu Związku Harcerstwa Polskiego w Spale. W roku 1938 był współautorem zdjęć do albumu fotograficznego wydanego z okazji Ogólnopolskiego Kongresu Dziecka Dola i niedola naszych dzieci.
W 1939 roku, na mocy pozwolenia podpisanego przez prezydenta Warszawy Stefana Starzyńskiego, jako fotoreporter „Kuriera Warszawskiego” dokumentował obronę stolicy. W tym czasie nawiązał współpracę z Sylwestrem Braunem, wspólnie odbywali fotograficzne wędrówki po zniszczonej stolicy, a później wykonywali odbitki w formacie pocztówkowym, które sprzedawali wszystkim zainteresowanym. W początkach wojny cieszyły się one dużym zainteresowaniem, zestawiano z nich całe albumy. Zdjęcia obu fotografów dotarły na Zachód, gdzie wykorzystała je w swoich kolażach Teresa Żarnower do zilustrowania wydanej w roku 1942 książki Obrona Warszawy. Lud Polski w obronie stolicy. Fotografie Jana Rysia posłużyły także do projektu trzech znaczków Poczty Polskiej wydanych przez Rząd na Emigracji w roku 1941.

Wedle przekazów rodzinnych Jan Ryś został aresztowany przez Gestapo, przesłuchiwany i zmarł w niewyjaśnionych okolicznościach 18 czerwca 1941. Dzień później w „Nowym Kurierze Warszawskim” pojawiła się notatka:

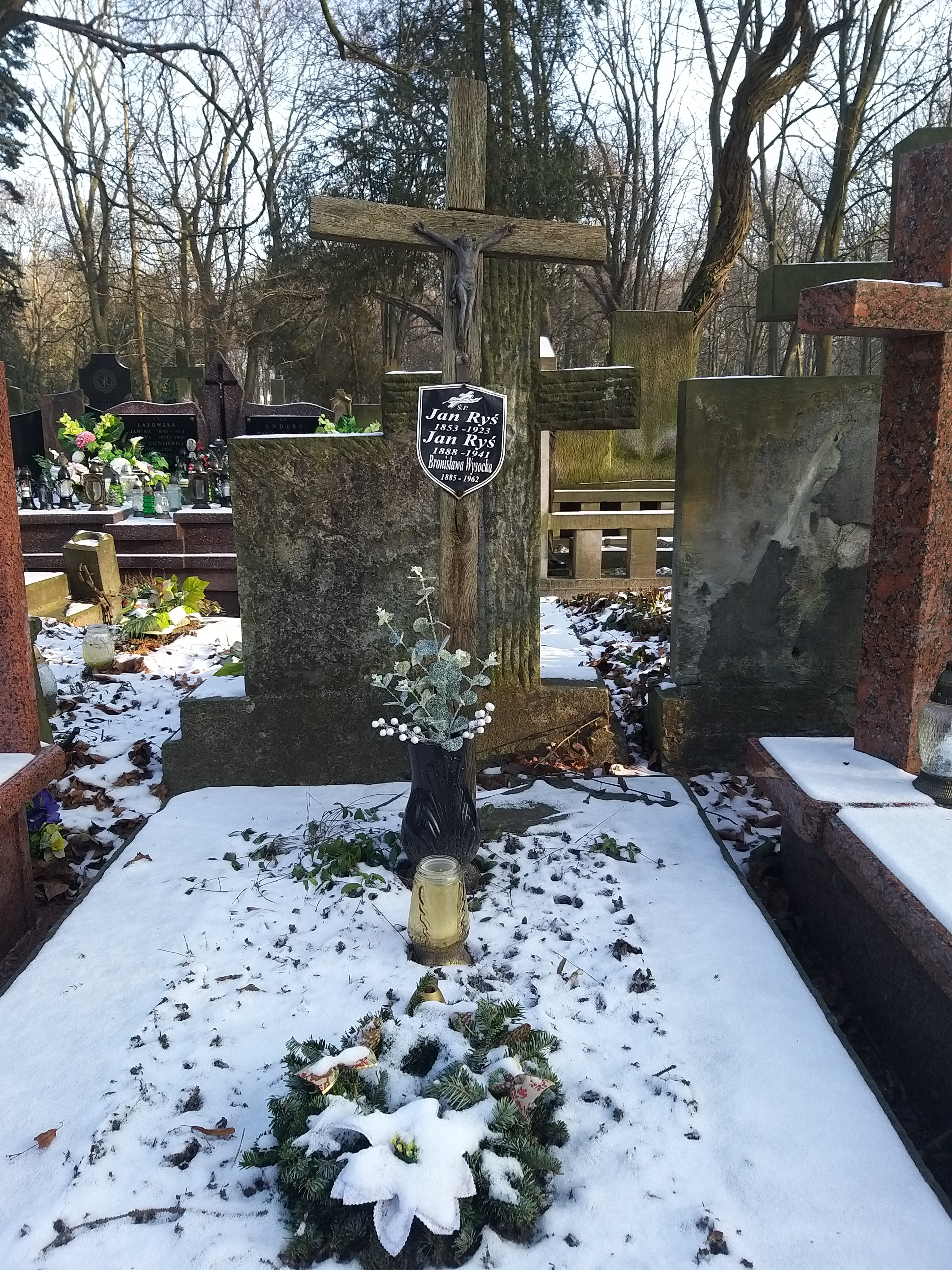
Grób Jana Rysia na cmentarzu Stare Powązki

W jednym z hoteli przy ulicy Chmielnej popełnił samobójstwo 52-letni Jan Ryś, fotograf. Powodem samobójstwa był rozstrój nerwowy. Wezwany lekarz Pogotowia 2-22-22 stwierdził śmierć wskutek otrucia się mieszanką chemikaliów fotograficznych.
Jana Rysia pochowano na cmentarzu Powązkowskim w Warszawie (kwatera 233-4-27). Niekiedy mylnie przypisywane jest mu autorstwo zdjęć wykonanych przez innego fotografa – Józefa Rysia z Zakopanego.